# Davide Turconi
Davide Turconi (Pavia, 11 gennaio 1911 – Montebello della Battaglia, 27 gennaio 2005) è stato un giornalista e storico del cinema italiano.

## Biografia e attività
Conseguito il diploma di ragioniere, iniziò a lavorare come contabile pur coltivando profondi interessi letterari, in particolare per la letteratura e la storia francese del XIX secolo e degli inizi del XX secolo.
Dal 1932 incominciò ad interessarsi anche di cinema, iniziando l’attività pubblicistica presso alcuni periodici locali e, a partire dal 1934, in qualità di critico cinematografico, per il settimanale Il Resegone di Lecco.
Nell’ottobre del 1948 intraprese la sua collaborazione al periodico quindicinale Cinema, tra le più importanti riviste cinematografiche italiane del dopoguerra, succedendo, nel 1952, a Guido Aristarco come caporedattore (fino al maggio 1954).
Dal 1950 iniziò a lavorare anche per Bianco e Nero con un articolo su David W. Griffith.
Nel 1961 partecipò alla Mostra Internazionale d’Arte Cinematografica di Venezia con l’organizzazione di una retrospettiva su Mack Sennett, scomparso l’anno prima, e la pubblicazione di una monografia su di lui, riedita in Francia nel 1966 nella collana Cinéma d’aujourd’hui, che gli diede reputazione internazionale.
L’anno seguente collaborò alla retrospettiva e al catalogo Nascita del cinema sonoro negli Stati Uniti d’America, nel 1963 alla retrospettiva e al catalogo L’età d’oro di Buster Keaton e nel 1968 a quella su Jean Renoir.
Nel 1964 propose all’allora direttore della Mostra, Luigi Chiarini, di organizzare, all’interno della Mostra, una serie di esposizioni retrospettive dedicate alla storia del cinema: da quell’anno fino al 1970 curò, con Camillo Bassotto, responsabile dell’Ufficio documentazione della Mostra di Venezia, le Mostre internazionali del libro e del periodico cinematografico dedicate, nei vari anni, alla storia del film, alle teorie del cinema, ai soggetti e alle sceneggiature, al diritto, all’economia, alla sociologia del cinema, alle biografie ed autobiografie e ai film per la gioventù.
Turconi ebbe frequenti contatti con l’inglese Society for Film History and Research e nel 1963 progettò di costituire un’analoga associazione in Italia. Prese contatto con Fausto Montesanti, Francesco Savio e Luigi Chiarini e, nel 1964, fu tra i fondatori dell'Associazione Italiana per le ricerche di storia del cinema, una delle prime organizzazioni del genere a livello mondiale che, nel 1972, allestì a Venezia una delle prime esposizioni storiche di riviste italiane di cinema.
Negli stessi anni istituì gli Incontri Cinematografici di Grado (1970-1972), un breve ma influente esperimento di festival interamente dedicato alla riscoperta e alla promozione del cinema muto, esperienza che sfocerà, nel 1982, nelle Giornate del Cinema Muto di Pordenone, di cui Turconi fu dapprima direttore e poi presidente onorario.
Raggiunta l’età della pensione (fino al 1976 aveva lavorato all’Ente Turismo di Pavia), si dedicò interamente agli studi di storia del cinema: collaborò dapprima con la Cineteca di Bologna all’organizzazione di mostre fotografiche (da segnalare una in particolare sull’infanzia nel cinema, in collaborazione con Ugo Casiraghi) e di retrospettive (Larry Semon, Charlie Chaplin, e altre) e poi con la Cineteca Griffith di Genova, diventando nel 1978 direttore della rivista trimestrale Griffithiana.
Continuando la sua collaborazione con la Provincia di Pavia, che si protrasse per tutti gli anni ottanta, organizzò mostre iconografiche, bibliografiche ed emerografiche: in particolare Divi & divine e Bianconero rosso e verde, esposizioni di materiale fotografico, cartoline, fotogrammi e manifesti rari e inediti, allestite dapprima a Pavia e successivamente ospitate in sedi italiane ed estere come il Centre Georges Pompidou di Parigi, il Festival del Cinema di Cannes, il Deutsches Filmmuseum  di Francoforte.

## La collezione Josef Joye
Nel 1965 Turconi scoprì un’importante raccolta di film dei primi decenni del cinema muto, appartenuta al gesuita Josef Joye: i fotogrammi si stavano deteriorando e Turconi si attivò immediatamente per salvaguardare questo patrimonio in attesa di ulteriori interventi tecnici.
La collezione, ritenuta oggi una delle fonti più importanti per lo studio del cinema delle origini, fu parzialmente salvata e poi smembrata in più lotti negli anni settanta: la maggior parte è attualmente conservata presso la George Eastman House, una parte cospicua è stata ceduta al British Film Institute di Londra, una raccolta di spezzoni di film italiani è stata acquisita dall'Associazione Italiana per le Ricerche di Storia del cinema e dalla Cineteca di Bologna.
Il suo patrimonio di fotogrammi del muto è al centro del progetto internazionale Turconi Webside Project che coinvolge anche Australian National Film and Sound Archive di Canberra e la L. Jeffrey Selznick School of Film Preservation di Rochester.
Turconi è stato anche bibliofilo: nel 1982, su sua proposta, la Provincia di Pavia ha acquisito la sua raccolta di libri, riviste e fotografie dando vita al Fondo Archiviocinema Davide Turconi, recentemente acquisito dall'Università di Pavia e depositato nella Biblioteca di Studi Umanistici, conta circa 9000 volumi e oltre 350 testate di periodici italiani e stranieri. 

## Altre opere
- La stampa cinematografica in Italia e negli Stati Uniti dalle origini al 1930,  Pavia, Amministrazione provinciale, 1977 (Quaderni di documentazione; 2)
- Catalogo dei libri italiani di cinema (1898-1960), Pavia, Amministrazione provinciale, 1979 (Quaderni di documentazione; 15)
- Riviste italiane di cinema 1930-1955 : catalogo, Pavia, Amministrazione provinciale, 1980
- Riviste italiane di cinema 1955-1980 : catalogo, Pavia, Amministrazione provinciale, 1981
- Le biblioteche del film, Genova, Istituto grafico Bertello, Griffithiana, n. 8 (dic.1980-gen.1981)
- [con Antonio Sacchi], Divi & Divine: gli anni '50: gli ultimi fuochi, Pavia : [a cura del Centro stampa dell'Amministrazione Provinciale], 1981
- L’avventurosa storia del cinema italiano (con AntonioSacchi), «Bollettino per le Biblioteche», n. 29, giugno 1983, pp. 69-72
- [con Antonio Sacchi], Grandi manifesti del cinema, Novara, Istituto geografico De Agostini, 1984
- Cinema e melodramma: filmografia, in Un bel dì vedremo. Il melodramma dal palcoscenico allo schermo, Pavia, 1984, pp. 39-80
- L’Archiviocnema e le mostre realizzate dall’Amministrazione provinciale di Pavia, «Bollettino per le Biblioteche», n. 30, febbraio 1985, pp. 24-25
- Monty Banks: biofilmografia, Cesena, Centro cinema città di Cesena, stampa 1987 (Quaderni del Centro cinema; 14)
- Qualche notizia in più sulla Vitagraph, in Vitagraph Co. of America: il cinema prima di Hollywood, a cura di Paolo Cherchi Usai, in collaborazione con The Library of Congress, Washington, Pordenone, 1987

- Quale storia del cinema? Appunti sulla problematica della storia del cinema, In Leggere il cinema : le storie e i generi : [catalogo dei libri dell'Archiviocinema - Fondo Davide Turconi della biblioteca dello spettacolo dell'amministrazione provinciale di Pavia], Milano, Editrice Bibliografica, [1987], pp. 19-56
- Come è nata la fototeca dell’Archiviocinema, «Bollettino per le Biblioteche», n. 32, aprile 1987, p. 105
- Un vogherese a Hollywood: Luigi Montagna alias Bull Montana, «Bollettino per le Biblioteche», n. 33, aprile 1988, pp. 99-104
- [con Gian Piero Brunetta], Cinema & film: la meravigliosa storia dell'arte cinematografica, volume 2, Roma, A. Curcio, stampa 1988
- La regia dall’artigianato all’arte nel cinema muto americano, in Leggere il cinema : i registi : [catalogo dei libri dell'Archiviocinema - Fondo Davide Turconi della biblioteca dello spettacolo dell'amministrazione provinciale di Pavia], Milano,  Editrice Bibliografica, 1988, pp. 17-34
- Presentazione dell’articolo di Jurij Ci’vian Il film storico e la dinamica del potere: Trockij e Stalin nel cinema sovietico, «Bollettino per le Biblioteche», n. 34, aprile 1989, pp. 37
- Da Trockij attore del cinema Usa alle sabbie mobili della storia del cinema, , «Bollettino per le Biblioteche», n. 35, ottobre 1990, pp. 81-84
- Dall’interprete anonimo al divo, in Leggere il cinema : gli attori: [catalogo dei libri dell'Archiviocinema - Fondo Davide Turconi della Biblioteca dello spettacolo dell'Amministrazione provinciale di Pavia, Milano, Editrice Bibliografica, 1990, pp. 13-32
- Soggetto e sceneggiatura nel cinema statunitense in Leggere il cinema : i soggetti e le sceneggiature : [catalogo dei libri dell'Archivio cinema - Fondo Davide Turconi della biblioteca dello spettacolo dell'Amministrazione di Pavia], Milano, Editrice Bibliografica, 1991, pp. 15-28
- Ricordi di un bibliofilo e storico del cinema, , «Bollettino per le Biblioteche», n. 36, dicembre 1991, pp. 47-53
- Davide Turconi [et al.], Frank Borzage: Hollywood's lucky star, Gemona del Friuli, Cineteca del Friuli, 1992, Griffithiana n. 46 (dic. 1992)
- Consultare, ma con giudizio, in Leggere il cinema : le opere di consultazione : [catalogo dei libri dell'Archiviocinema - Fondo Davide Turconi della biblioteca dello spettacolo dell'amministrazione provinciale di Pavia],  Milano, Editrice Bibliografica, c1992, pp. xv-xxv
- Dal libro allo schermo, in Leggere il cinema : le opere di consultazione : [catalogo dei libri dell'Archiviocinema - Fondo Davide Turconi della biblioteca dello spettacolo dell'amministrazione provinciale di Pavia],  Milano, Editrice Bibliografica, c1992,  pp. 145-179
- Monty Banks: biofilmografia, 2. ed., Cesena, Il ponte vecchio, [1997] (Quaderni del Centro cinema; 33)